# Delias waterstradti
Delias waterstradti är en fjärilsart som beskrevs av Rothschild 1915. Delias waterstradti ingår i släktet Delias och familjen vitfjärilar. Inga underarter finns listade i Catalogue of Life.